# ده بهار
ده بهار یک منطقهٔ مسکونی در ایران است که در دهستان گیلوان واقع شده‌است دارای مردم خوش اخلاق و با معرفت هست  یکی از بهترین روستا های شهرستان طارم به شمار میرود دارای جاذبه های گردشگری از جمله غار خرمنسر هست  . ده بهار ۷۵۷ نفر جمعیت دارد.